# Орден Генриха Льва
Орден Генриха Льва, также известный, как Династический орден Генриха Льва  (нем. Hausorden Heinrichs des Löwen) — высшая военная и гражданская награда германского государства Брауншвейг, основанная 25 апреля 1834 года герцогом Вильгельмом Брауншвейгским. Орден назван в честь средневекового немецкого правителя Генриха по прозвищу Лев из династии Вельфов. Основатель ордена, Вильгельм Брауншвейгский принадлежал к династии Брауншвейг-Беверн, которая представляла собой младшую ветвь династии Вельфов, и, выбирая название для ордена, стремился увековечить память своего прославленного предка.

## Степени ордена

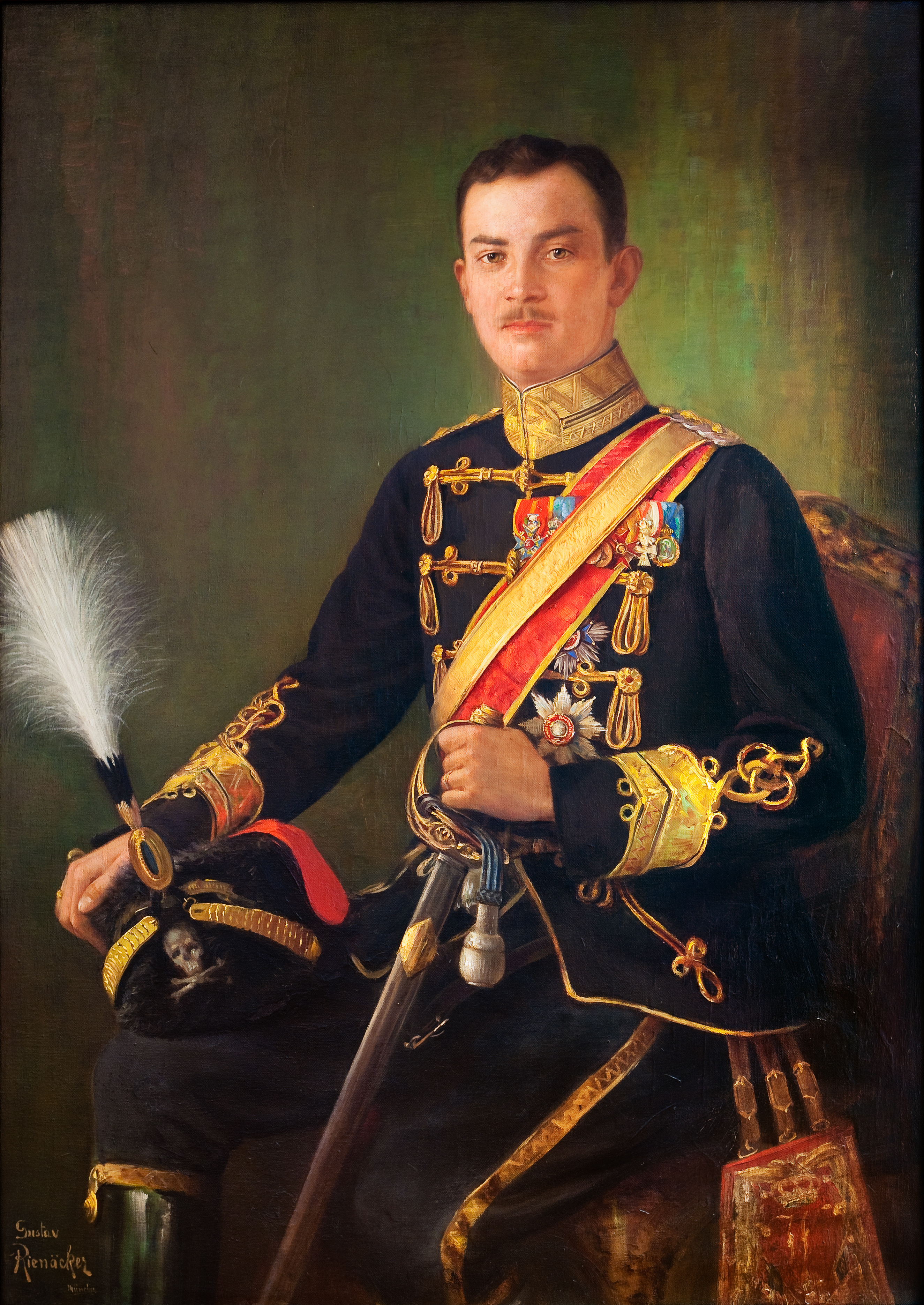
Эрнст Август, последний правивший герцог Брауншвейгский с хорошо различимыми инсигниями ордена — крестом (первый слева относительно зрителя в верхнем ряду) и звездой (первая сверху из двух). 1916 год.

Первоначально орден имел четыре степени: большой крест, командор 1-го класса, командор 2-го класса и рыцарь (кавалер). Кроме того, существовал крест «За Заслуги» ордена Генриха Льва, который фактически являлся пятой, низшей степенью ордена.
За военные заслуги орден всех степеней вручался с наложенными перекрещенными мечами, за гражданские заслуги — без мечей. В конечном итоге, степеней стало значительно больше: большой крест, командор 1-го класса, командор 2-го класса, офицер, рыцарь 1-го класса, рыцарь 2-го класса, две степени креста «За заслуги» (в золоте и в серебре) и две степени орденской медали (в золоте и в серебре), итого, по меньшей мере, десять степеней (согласно альтернативным данным, 12). Также следует учесть, что в немецкой традиции знаки «с мечами» и «без мечей» рассматриваются отдельно друг от друга, и что существовало по меньшей мере три типа накладок в форме мечей к каждой степени ордена.

## Знаки ордена
Знак ордена имел вид синего мальтийского креста, в центре которого размещалось изображение на алом фоне белого коня на фоне увенчанной корой белой колонны. Изображение наносилось вручную в технике эмали, и также вручную эмалью покрывались концы креста. Между лучами располагались четыре позолоченных вензеля герцога Вильгельма, увенчанных коронами. Над верхним лучом размещался позолоченный лев под короной.
По всей вероятности, существовало два варианта орденской звезды: одна напоминала орденский знак увеличенного масштаба, другая имела более традиционную для орденской звезды конфигурации. Звезды различных типов либо полагались к разным степеням ордена, либо их внешний вид был изменён с одного на другой в какой-то момент в период существования награды. Девиз ордена (латинский): «IMMOTA FIDES» («Непоколебимая верность»). Также в оформлении орденских звёзд использовалась записанная римскими цифрами дата создания ордена — MDCCCXXXIV. Лента ордена — красная с жёлтой каймой по краям. 
Знаки большого креста в особо торжественных случаях носились на орденской цепи. Существовал также вариант знаков большого креста, усыпанных бриллиантами, которые за всю историю ордена вручались всего четырежды.

## История ордена
После Объединения Германии орден продолжил вручаться правителями Брауншвейга, как конституционными монархами, признающими верховенство кайзера. В 1918 году в связи с поражением в Первой мировой войне и провозглашением Веймарской республики, монархия в Брауншвейге была упразднена, как и все прочие монархии Второго рейха, начиная с кайзеровской.

## Галерея

Цепь большого креста ордена. Современная прорисовка.
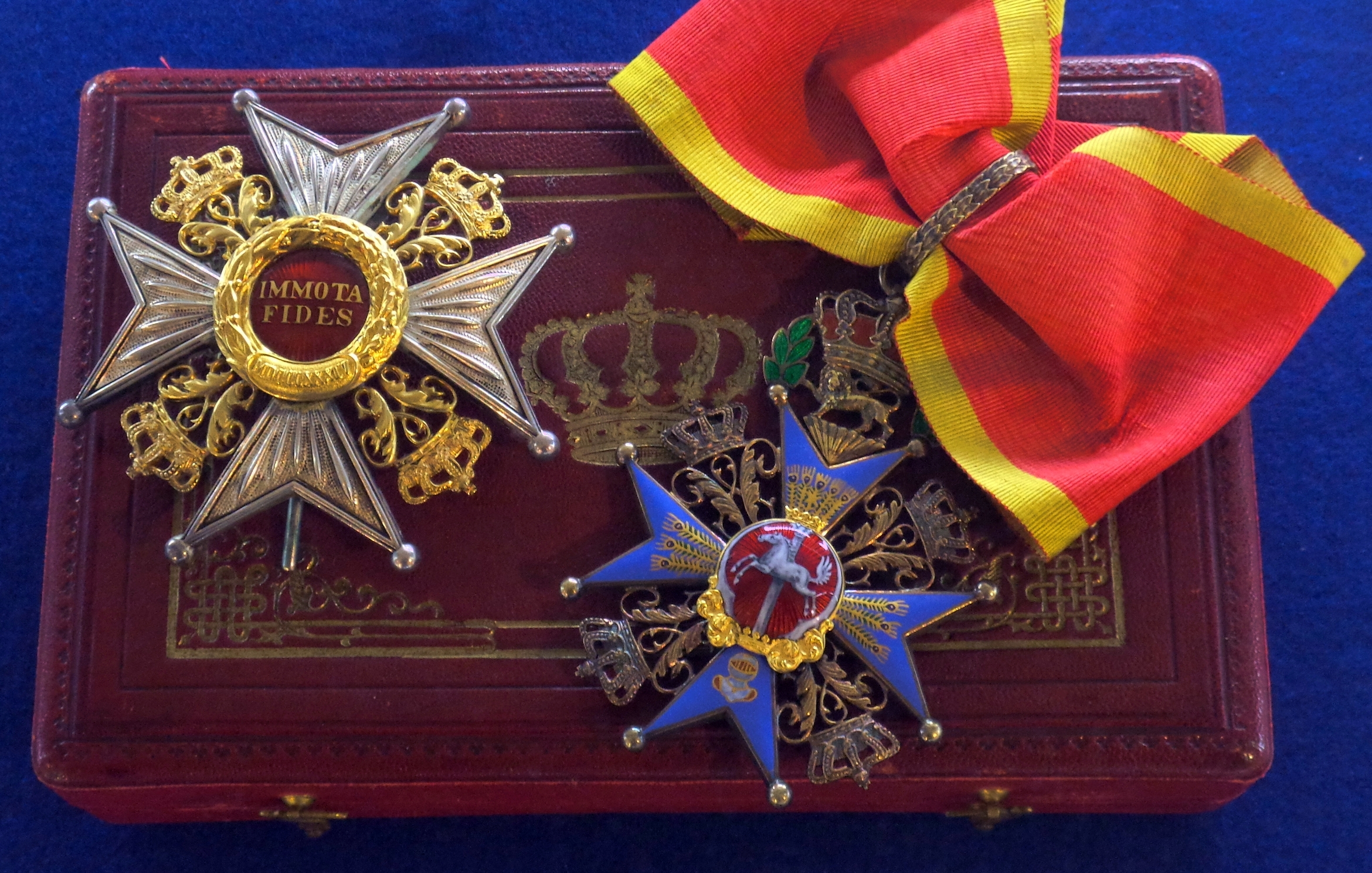
Звезда и крест ордена степени командора, лежащие поверх оригинальной типовой шкатулки, вместе с которой вручались.
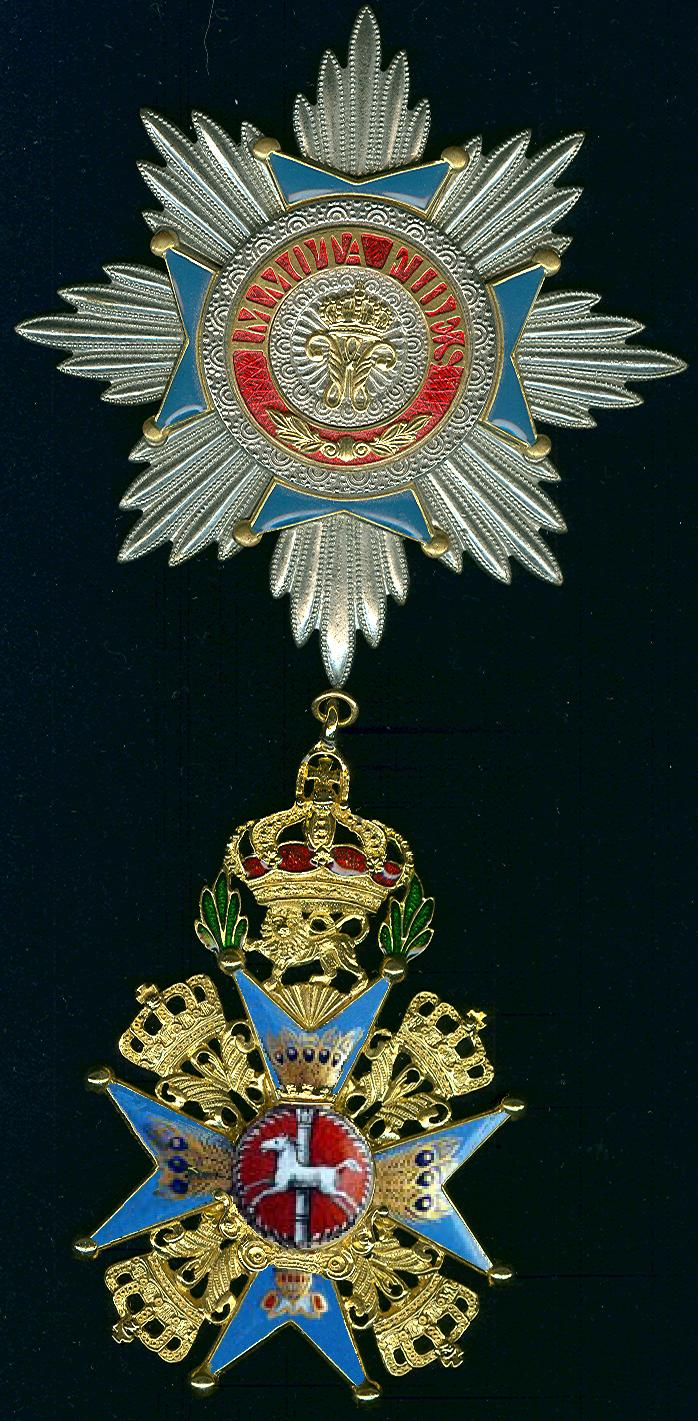
Знак ордена со звездой второго типа.
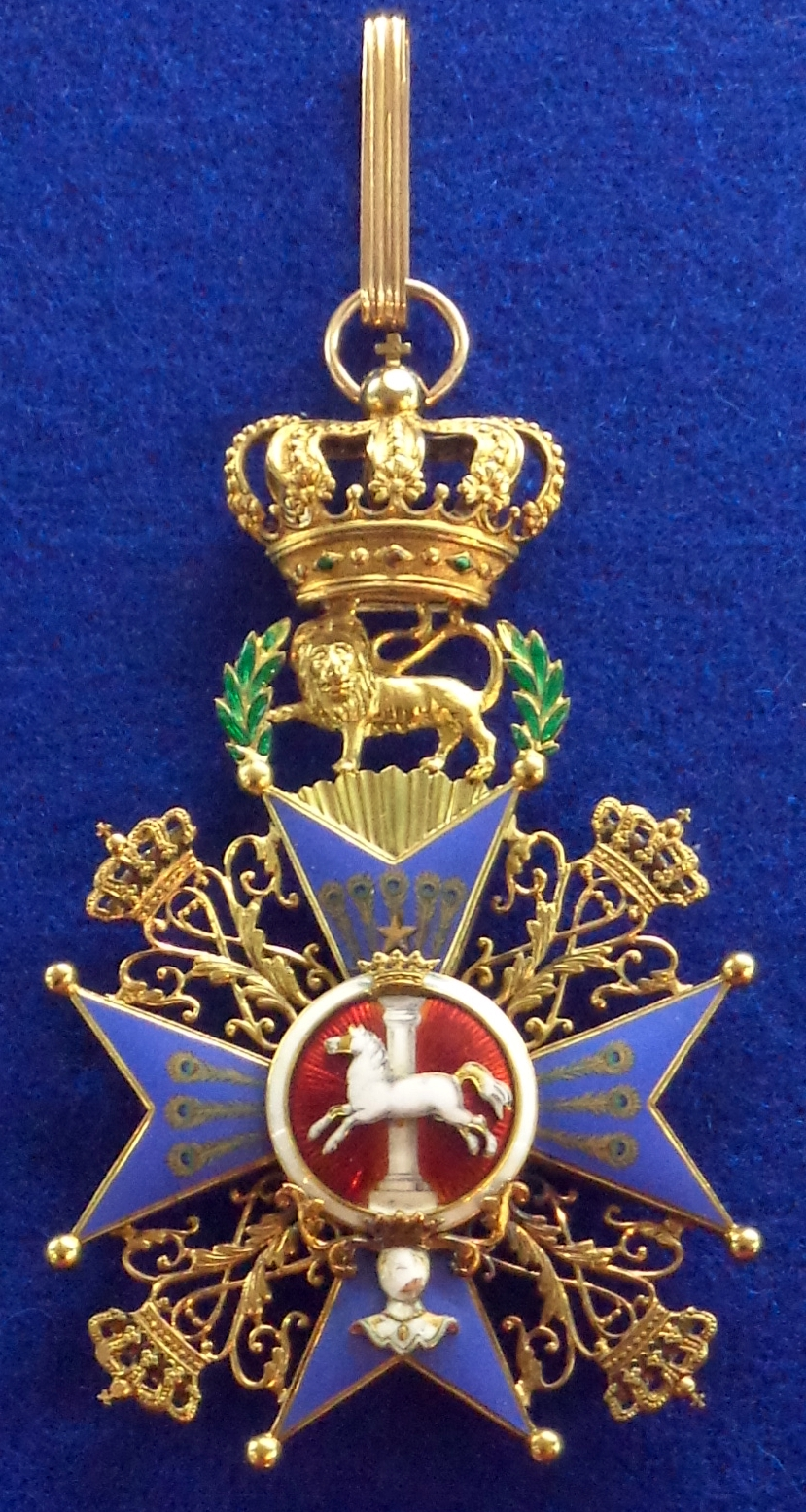
Знак ордена командорской степени (вариант).